# Глаголев, Андрей Гаврилович
Андрей Гаврилович Глаголев (1793 или 1799 — 1844) — русский учёный, доктор словесности, историк, археолог, автор ряда трудов по филологии; действительный член Общества любителей российской словесности.

## Биография
Андрей Глаголев родился в Ефремовском уезде Тульской губернии; точная дата рождения неизвестна, указываются 1793 или 1799 год.
С 1814 по 1816 год Глаголев обучался в словесном отделении Московского университета, по завершении получив степень кандидата. 26 февраля 1818 года он избран был в члены-сотрудники Общества любителей российской словесности при Московском университете, а 8 марта 1821 года в его действительные члены.
В 1821 году получил степень магистра (за работу «Рассуждение о греческой трагедии». — М., 1820), а в 1823 году — доктора словесности (за «De methodo inveniendi, disponendi et enuntiandi». — М., 1822). После этого он отправился за границу, чтобы усовершенствовать свои знания.
По возвращении в Россию Глаголев поступил на службу в департамент иностранных исповеданий при Министерстве иностранных дел Российской империи. По собственному его признанию, сделанному Михаилу Петровичу Погодину, ему пришлось пройти «через мытарства», прежде чем получить это место, а потом перенести много унижений от директоров департамента Карташевского и Вигеля.
В 1830—1833 годах Глаголев в чине надворного советника занимал должность начальника отделения по делам римско-католического и армянского исповеданий.
В начале 1831 года Московский университет обнародовал программу конкурса для занятия кафедры красноречия, стихотворства и языка русского, освободившейся за смертью Мерзлякова. Глаголев выступил в числе соискателей этой кафедры, но предпочтение было отдано Степану Петровичу Шевыреву. Результатом этого выступления Глаголев стал труд «Умозрительные и опытные основания словесности», который стал первым в России опытом систематического учебника по словесности. Учёный представил свой труд на соискание Демидовской премии и был удостоен половинной премии.
Являлся членом Общества истории и древностей российских, членом-учредителем Московского общества сельских хозяев. Первый археолог Тульского края.
Андрей Гаврилович Глаголев умер в 1844 году.

## Избранная библиография
- «Рассуждение о греческой трагедии» (М., 1820)
- «De methodo inveniendi, disponendi et enuntiandi» (М., 1822)
- «Умозрительные и опытные основания словесности», в 4 частях, (СПб., 1834[8]);
- «Записки русского путешественника с 1823 по 1827 г.» (СПб., 1837[8]).
- «Краткое обозрение древних русских зданий и других отечественных памятников. Часть I. О русских крепостях» (СПб., 1839 год)[3].
- «Ответ на задачу, писать ли трагедии прозой или стихами» (ч. VI, кн. 9),
- «О характерах русских народных песен», рассуждение (ч. XI, кн. 17),
- «Гимн Богу», стихотворение (ч. XIV, кн. 22),
- «Сновидение, или Суд на Геликоне», рассказ (ч. XVI),
- «Из Аристотелевой пиитики о критике и о способе отвечать на неё», перевод с греческого с примечаниями (ч. XVI),
- «О характере русских застольных и хороводных песен», рассуждение (ч. XIX, кн. 29),
- «Рассуждение о постепенном развитии первообразных языков» (1823 г., ч. III, кн. 7),
- «Рассуждение о русских приветствиях» (1824 г., ч. V, кн. 13),
- «Записка о городищах, курганах и других старинных насыпях в Тульской губернии» (1820);
- «Старинные хороводные праздники» (1821);
- «О древних зданиях и святынях Крестного монастыря на о. Кии» (1841),
- «О древних великокняжеских и царских дворцах» (1841),
- «О дворцах, современных Петру Великому» (1841),
- «Сравнительная таблица прежних и нынешних доходов С.-Петербурга, его населенности и движения народонаселения» (1842).